# Mariam Diarra
Pour les articles homonymes, voir Diarra.
Mariam Diarra, née le 28 septembre 1996, est une taekwondoïste malienne.

## Carrière
Mariam Diarra est médaillée de bronze dans la catégorie des moins de 67 kg aux Championnats d'Afrique de taekwondo 2014 à Tunis. Elle obtient la médaille d'argent en moins de 67 kg aux Jeux africains de 2015 à Brazzaville.